# FC Vracov
FC Vracov je český fotbalový klub z Vracova, který byl založen 20. května 1932. V roce 2012 se podařilo klubu postoupit do 4. nejvyšší soutěže, Divize D. Neodehrál zde však ani jednu celou sezonu a v polovině sezony 2012/13 tuto soutěž klub odhlásil. Sezony 2013/14 a 2014/15 odehrál v I. B třídě Jihomoravského kraje - skupiny C. V sezoně 2014/15 klub sestoupil z I. B třídy Jihomoravského kraje – skupiny C, vrátil se tak po delší době do okresních soutěží. Od sezony 2017/18 se účastnil III. třídy okresu Hodonín. V sezoně 2022/23 se klubu podařilo postoupit z III. třídy okresu Hodonín - skupiny A do Okresního přeboru Hodonínska.
Nejslavnějšími odchovanci klubu jsou Martin Lejsal a Stanislav Chmela. Patří k nim také vracovský rodák Josef Somr, který byl brankářem A-mužstva v 50. letech a v pozdějším věku se účastnil několika zápasů za Starou gardu. Za klub hráli i bývalí prvoligoví hráči Karel Bernášek a brankář Stanislav Parák.

## Historické názvy
Zdroj: 
- 1932 – SK Vracov (Sportovní klub Vracov)
- 1954 – TJ Sokol Vracov (Tělovýchovná jednota Sokol Vracov)
- 1996 – FC Vracov (Football Club Vracov)

## Umístění v jednotlivých sezonách
Legenda: Z – zápasy, V – výhry, R – remízy, P – porážky, VG – vstřelené góly, OG – obdržené góly, +/− – rozdíl skóre, B – body, červené podbarvení – sestup, zelené podbarvení – postup, fialové podbarvení – reorganizace, změna skupiny či soutěže
| Československo (1935 – 1939)             |                                                             |                                                             |                                                               |                                                               |                                                               |                                                               |                                                               |                                                               |                                                               |                                                               |                                                             |
| Sezóny                                   | Liga                                                        | Úroveň                                                      | Z                                                             | V                                                             | R                                                             | P                                                             | VG                                                            | OG                                                            | +/−                                                           | B                                                             | Pozice                                                      |
| 1935/36                                  | II. třída BZMŽF – II. okrsek                                | 5                                                           | 16                                                            | 6                                                             | 3                                                             | 7                                                             | 32                                                            | 50                                                            | −18                                                           | 15                                                            | 6.                                                          |
| 1936/37                                  | II. třída BZMŽF – IV. okrsek                                | 5                                                           | 16                                                            | 8                                                             | 3                                                             | 5                                                             | 46                                                            | 31                                                            | +15                                                           | 19                                                            | 3.                                                          |
| ...                                      |                                                             |                                                             |                                                               |                                                               |                                                               |                                                               |                                                               |                                                               |                                                               |                                                               |                                                             |
| Protektorát Čechy a Morava (1939 – 1945) |                                                             |                                                             |                                                               |                                                               |                                                               |                                                               |                                                               |                                                               |                                                               |                                                               |                                                             |
| Sezóny                                   | Liga                                                        | Úroveň                                                      | Z                                                             | V                                                             | R                                                             | P                                                             | VG                                                            | OG                                                            | +/−                                                           | B                                                             | Pozice                                                      |
| ...                                      |                                                             |                                                             |                                                               |                                                               |                                                               |                                                               |                                                               |                                                               |                                                               |                                                               |                                                             |
| 1943/44                                  | I. B třída BZMŽF – III. okrsek                              | 4                                                           | 26                                                            | 9                                                             | 4                                                             | 13                                                            | 62                                                            | 73                                                            | −11                                                           | 22                                                            | 11.                                                         |
| 1944/45                                  | Končila druhá světová válka, pravidelné soutěže se nehrály. | Končila druhá světová válka, pravidelné soutěže se nehrály. | Končila druhá světová válka, pravidelné soutěže se nehrály.   | Končila druhá světová válka, pravidelné soutěže se nehrály.   | Končila druhá světová válka, pravidelné soutěže se nehrály.   | Končila druhá světová válka, pravidelné soutěže se nehrály.   | Končila druhá světová válka, pravidelné soutěže se nehrály.   | Končila druhá světová válka, pravidelné soutěže se nehrály.   | Končila druhá světová válka, pravidelné soutěže se nehrály.   | Končila druhá světová válka, pravidelné soutěže se nehrály.   | Končila druhá světová válka, pravidelné soutěže se nehrály. |
| Československo (1946 – 1993)             |                                                             |                                                             |                                                               |                                                               |                                                               |                                                               |                                                               |                                                               |                                                               |                                                               |                                                             |
| Sezóny                                   | Liga                                                        | Úroveň                                                      | Z                                                             | V                                                             | R                                                             | P                                                             | VG                                                            | OG                                                            | +/−                                                           | B                                                             | Pozice                                                      |
| 1945/46                                  | I. B třída BZMŽF – III. okrsek                              | 4                                                           | 26                                                            | ...                                                           | ...                                                           | ...                                                           | ...                                                           | ...                                                           | ...                                                           |                                                               |                                                             |
| 1946/47                                  | I. A třída BZMŽF – II. okrsek (slovácký)                    | 3                                                           | Oddíl byl ze soutěže vyloučen a jeho výsledky byly anulovány. | Oddíl byl ze soutěže vyloučen a jeho výsledky byly anulovány. | Oddíl byl ze soutěže vyloučen a jeho výsledky byly anulovány. | Oddíl byl ze soutěže vyloučen a jeho výsledky byly anulovány. | Oddíl byl ze soutěže vyloučen a jeho výsledky byly anulovány. | Oddíl byl ze soutěže vyloučen a jeho výsledky byly anulovány. | Oddíl byl ze soutěže vyloučen a jeho výsledky byly anulovány. | Oddíl byl ze soutěže vyloučen a jeho výsledky byly anulovány. | 12.                                                         |
| 1947/48                                  | I. B třída BZMŽF – IV. okrsek                               | 4                                                           | 22                                                            | ...                                                           | ...                                                           | ...                                                           | ...                                                           | ...                                                           | ...                                                           |                                                               |                                                             |
| 1948                                     | I. B třída ZMŽF – okrsek IV                                 | 5                                                           | 10                                                            | 3                                                             | 3                                                             | 4                                                             | 19                                                            | 30                                                            | −11                                                           | 9                                                             | 6.                                                          |
| ...                                      |                                                             |                                                             |                                                               |                                                               |                                                               |                                                               |                                                               |                                                               |                                                               |                                                               |                                                             |
| 1974/75                                  | I. B třída Jihomoravského kraje – sk. B                     | 7                                                           | 26                                                            | ...                                                           | ...                                                           | ...                                                           | ...                                                           | ...                                                           | ...                                                           | 36                                                            | 2.                                                          |
| ...                                      |                                                             |                                                             |                                                               |                                                               |                                                               |                                                               |                                                               |                                                               |                                                               |                                                               |                                                             |
| 1978/79                                  | I. B třída Jihomoravského kraje – sk. B                     | 6                                                           | 26                                                            | 16                                                            | 6                                                             | 4                                                             | 59                                                            | 28                                                            | +31                                                           | 36                                                            | 1.                                                          |
| ...                                      |                                                             |                                                             |                                                               |                                                               |                                                               |                                                               |                                                               |                                                               |                                                               |                                                               |                                                             |
| 1984/85                                  | Jihomoravská krajská soutěž I. třídy – sk. B                | 6                                                           | 26                                                            | 9                                                             | 8                                                             | 9                                                             | 43                                                            | 48                                                            | −5                                                            | 26                                                            | 7.                                                          |
| 1985/86                                  | Jihomoravská krajská soutěž I. třídy – sk. B                | 6                                                           | 26                                                            | 9                                                             | 5                                                             | 12                                                            | 41                                                            | 44                                                            | −3                                                            | 23                                                            | 10.                                                         |
| ...                                      |                                                             |                                                             |                                                               |                                                               |                                                               |                                                               |                                                               |                                                               |                                                               |                                                               |                                                             |
| Česko (1993 – )                          |                                                             |                                                             |                                                               |                                                               |                                                               |                                                               |                                                               |                                                               |                                                               |                                                               |                                                             |
| Sezóny                                   | Liga                                                        | Úroveň                                                      | Z                                                             | V                                                             | R                                                             | P                                                             | VG                                                            | OG                                                            | +/−                                                           | B                                                             | Pozice                                                      |
| ...                                      |                                                             |                                                             |                                                               |                                                               |                                                               |                                                               |                                                               |                                                               |                                                               |                                                               |                                                             |
| 1997/98                                  | I. B třída Středomoravské župy – sk. C                      | 7                                                           | 26                                                            | 20                                                            | 2                                                             | 4                                                             | 61                                                            | 18                                                            | +43                                                           | 42                                                            | 1.                                                          |
| 1998/99                                  | I. A třída Středomoravské župy – sk. B                      | 6                                                           | 26                                                            | 18                                                            | 6                                                             | 2                                                             | 65                                                            | 13                                                            | +52                                                           | 60                                                            | 1.                                                          |
| 1999/00                                  | Středomoravský župní přebor                                 | 5                                                           | 30                                                            | 16                                                            | 8                                                             | 6                                                             | 57                                                            | 27                                                            | +30                                                           | 56                                                            | 3.                                                          |
| 2000/01                                  | I. A třída Středomoravské župy – sk. B                      | 6                                                           | 26                                                            | 9                                                             | 3                                                             | 14                                                            | 49                                                            | 64                                                            | −15                                                           | 30                                                            | 11.                                                         |
| 2001/02                                  | I. A třída Středomoravské župy – sk. B                      | 6                                                           | 26                                                            | 10                                                            | 3                                                             | 13                                                            | 34                                                            | 44                                                            | −10                                                           | 33                                                            | 9.                                                          |
| 2002/03                                  | I. A třída Jihomoravského kraje – sk. B                     | 6                                                           | 26                                                            | 9                                                             | 8                                                             | 9                                                             | 38                                                            | 41                                                            | −3                                                            | 35                                                            | 7.                                                          |
| 2003/04                                  | I. A třída Jihomoravského kraje – sk. B                     | 6                                                           | 26                                                            | 10                                                            | 4                                                             | 12                                                            | 43                                                            | 43                                                            | 0                                                             | 34                                                            | 9.                                                          |
| 2004/05                                  | I. A třída Jihomoravského kraje – sk. B                     | 6                                                           | 26                                                            | 7                                                             | 8                                                             | 11                                                            | 38                                                            | 45                                                            | −7                                                            | 29                                                            | 10.                                                         |
| 2005/06                                  | I. A třída Jihomoravského kraje – sk. B                     | 6                                                           | 26                                                            | 7                                                             | 5                                                             | 14                                                            | 33                                                            | 62                                                            | −29                                                           | 26                                                            | 13.                                                         |
| 2006/07                                  | I. B třída Jihomoravského kraje – sk. C                     | 7                                                           | 26                                                            | 8                                                             | 8                                                             | 10                                                            | 42                                                            | 48                                                            | −6                                                            | 32                                                            | 10.                                                         |
| 2007/08                                  | I. B třída Jihomoravského kraje – sk. C                     | 7                                                           | 26                                                            | 16                                                            | 6                                                             | 4                                                             | 53                                                            | 21                                                            | +32                                                           | 54                                                            | 2.                                                          |
| 2008/09                                  | I. A třída Jihomoravského kraje – sk. B                     | 6                                                           | 26                                                            | 11                                                            | 8                                                             | 7                                                             | 39                                                            | 35                                                            | +4                                                            | 41                                                            | 4.                                                          |
| 2009/10                                  | I. A třída Jihomoravského kraje – sk. B                     | 6                                                           | 26                                                            | 21                                                            | 2                                                             | 3                                                             | 72                                                            | 22                                                            | +50                                                           | 65                                                            | 1.                                                          |
| 2010/11                                  | Přebor Jihomoravského kraje                                 | 5                                                           | 30                                                            | 18                                                            | 3                                                             | 9                                                             | 74                                                            | 37                                                            | +37                                                           | 57                                                            | 3.                                                          |
| 2011/12                                  | Přebor Jihomoravského kraje                                 | 5                                                           | 30                                                            | 19                                                            | 6                                                             | 5                                                             | 74                                                            | 33                                                            | +41                                                           | 63                                                            | 1.                                                          |
| 2012/13                                  | Divize D                                                    | 4                                                           | Klub se odhlásil v průběhu sezóny, výsledky byly anulovány    | Klub se odhlásil v průběhu sezóny, výsledky byly anulovány    | Klub se odhlásil v průběhu sezóny, výsledky byly anulovány    | Klub se odhlásil v průběhu sezóny, výsledky byly anulovány    | Klub se odhlásil v průběhu sezóny, výsledky byly anulovány    | Klub se odhlásil v průběhu sezóny, výsledky byly anulovány    | Klub se odhlásil v průběhu sezóny, výsledky byly anulovány    | Klub se odhlásil v průběhu sezóny, výsledky byly anulovány    | Klub se odhlásil v průběhu sezóny, výsledky byly anulovány  |
| 2013/14                                  | I. B třída Jihomoravského kraje – sk. C                     | 7                                                           | 26                                                            | 20                                                            | 4                                                             | 2                                                             | 62                                                            | 25                                                            | +37                                                           | 64                                                            | 1.                                                          |
| 2014/15                                  | I. B třída Jihomoravského kraje – sk. C                     | 7                                                           | 26                                                            | 8                                                             | 2                                                             | 16                                                            | 35                                                            | 51                                                            | −16                                                           | 26                                                            | 13.                                                         |
| 2015/16                                  | Okresní přebor Hodonínska                                   | 8                                                           | 26                                                            | 5                                                             | 1                                                             | 20                                                            | 36                                                            | 83                                                            | −47                                                           | 16                                                            | 13.                                                         |
| 2016/17                                  | Okresní přebor Hodonínska                                   | 8                                                           | 26                                                            | 3                                                             | 3                                                             | 20                                                            | 35                                                            | 114                                                           | −79                                                           | 12                                                            | 14.                                                         |
| 2017/18                                  | Okresní soutěž Hodonínska – sk. A                           | 9                                                           | 22                                                            | 9                                                             | 3                                                             | 10                                                            | 49                                                            | 46                                                            | +3                                                            | 30                                                            | 6.                                                          |
| 2018/19                                  | Okresní soutěž Hodonínska – sk. A                           | 9                                                           | 22                                                            | 15                                                            | 2                                                             | 5                                                             | 85                                                            | 32                                                            | +51                                                           | 47                                                            | 3.                                                          |
| 2019/20                                  | Okresní soutěž Hodonínska – sk. B                           | 9                                                           | 11                                                            | 9                                                             | 1                                                             | 1                                                             | 42                                                            | 11                                                            | +31                                                           | 28                                                            | 3.                                                          |

- 2007/08: Postoupilo jak vítězné mužstvo MSK Břeclav „B“, tak druhý Vracov.[20]
- 2013/14: Vracovští se vzdali postupu do I. A třídy ve prospěch FK SaZ Blatnice pod Svatým Antonínkem (2. místo).[20]

## FC Vracov „B“
FC Vracov „B“ byl rezervním týmem Vracova, který naposled startoval v sezoně 2012/13 ve druhé nejnižší soutěži na Hodonínsku (9. nejvyšší soutěž).

### Umístění v jednotlivých sezonách
Legenda: Z – zápasy, V – výhry, R – remízy, P – porážky, VG – vstřelené góly, OG – obdržené góly, +/− – rozdíl skóre, B – body, červené podbarvení – sestup, zelené podbarvení – postup, fialové podbarvení – reorganizace, změna skupiny či soutěže
| Česko (2009 – 2013) |                                   |        |    |    |   |    |    |    |     |    |        |
| Sezóny              | Liga                              | Úroveň | Z  | V  | R | P  | VG | OG | +/− | B  | Pozice |
| 2009/10             | Základní třída Hodonínska         | 10     | 26 | 18 | 4 | 4  | 72 | 20 | +52 | 58 | 2.     |
| 2010/11             | Okresní soutěž Hodonínska – sk. B | 9      | 26 | 19 | 3 | 4  | 92 | 23 | +69 | 60 | 2.     |
| 2011/12             | Okresní soutěž Hodonínska – sk. B | 9      | 26 | 10 | 2 | 14 | 48 | 88 | −40 | 32 | 10.    |
| 2012/13             | Okresní soutěž Hodonínska – sk. B | 9      | 26 | 7  | 3 | 16 | 50 | 88 | −38 | 24 | 12.    |